# Bill McGarry
Pour les articles homonymes, voir McGarry.
Bill McGarry (10 juin 1927 ; 15 mars 2005) est un footballeur international anglais qui fut ensuite entraîneur.

## Biographie
Joueur professionnel entre 1946 et 1960, Bill McGarry porte successivement les couleurs de Port-Vale, Huddersfield et Bournemouth. Il connaît quatre sélections en Équipe d'Angleterre de football. Il participe ainsi à deux rencontres de la Coupe du monde 1954, face à la Suisse et à l'Uruguay.
Sa carrière de joueur achevée, Bill McGarry devient entraîneur et dirige notamment les formations de Bournemouth (entraîneur-joueur), Watford, Ipswich Town FC, Wolverhampton Wanderers FC et  Newcastle UFC. Il participe ainsi au retour d'Ipswich parmi l'élite en 1968 et qualifie les Wolves pour deux finales : Coupe UEFA 1972 et League Cup 1974.
Il achève sa carrière sur le continent africain et se retire en Afrique du Sud où il décède le 15 mars 2005.

## Carrière

### Carrière joueur
- 1945 - mars 1951 : Port Vale FC
- mars 1951 - mars 1961 : Huddersfield Town
- mars 1961 - juin 1963 : Bournemouth AFC

### Carrière entraîneur
- mars 1961 - juin 1963 : Bournemouth AFC
- Juillet 1963 - juin 1964 : Watford
- juillet 1964 - novembre 1968 : Ipswich Town
- novembre 1968 - mai 1976 : Wolverhampton Wanderers
- novembre 1977 - août 1980 : Newcastle United
- x (Arabie saoudite)
- Power Dynamos (Zambie)
- Zambie
- x (Afrique du Sud)
- septembre 1985 - novembre 1985 : Wolverhampton Wanderers
- Bopnutbuswanana (Afrique du Sud)